# 北海道教育委員会
北海道教育委員会（ほっかいどうきょういくいいんかい）は、北海道の教育委員会である。北海道札幌市中央区北3条西7丁目の北海道庁別館に所在する。

## 概要
北海道の教育に関する事務を所掌する行政委員会であり、教育長および5人の委員で構成される。広義では、執行機関である北海道教育庁（教育委員会事務局）を含めて、教育委員会と呼ぶこともある。

## 組織
北海道教育庁の組織は下記の通りである。

### 本庁
- 北海道教育委員会
  - 北海道教育庁（教育長、教育次長）
    - 総務政策局 （総務課、施設課、教育政策課）
    - 学校教育局 （高校教育課、義務教育課、学力向上推進課、部活動改革推進課、特別支援教育課、教職員育成課、健康・体育課、高校総体推進課、生徒指導・学校安全課）
    - 生涯学習推進局 （社会教育課、文化財・博物館課）
    - 教職員局 （教職員課、教職員事務課、福利課）
    - ICT教育推進局 （ICT教育推進課）

### 出先機関
出先機関は下記のとおりである。
- 空知教育局 （企画総務課、教育支援課、道立学校運営支援室）
- 石狩教育局 （企画総務課、教育支援課、道立学校運営支援室）
- 後志教育局 （企画総務課、教育支援課、道立学校運営支援室）
- 胆振教育局 （企画総務課、教育支援課、道立学校運営支援室）
- 日高教育局 （企画総務課、教育支援課、道立学校運営支援室）
- 渡島教育局 （企画総務課、教育支援課、道立学校運営支援室、実習船管理室）
- 檜山教育局 （企画総務課、教育支援課、道立学校運営支援室）
- 上川教育局 （企画総務課、教育支援課、道立学校運営支援室）
- 留萌教育局 （企画総務課、教育支援課、道立学校運営支援室）
- 宗谷教育局 （企画総務課、教育支援課、道立学校運営支援室）
- オホーツク教育局 （企画総務課、教育支援課、道立学校運営支援室）
- 十勝教育局 （企画総務課、教育支援課、道立学校運営支援室）
- 釧路教育局 （企画総務課、教育支援課、道立学校運営支援室）
- 根室教育局 （企画総務課、教育支援課、道立学校運営支援室）

### 所管機関
所管する機関は下記のとおりである。
- 北海道立高等学校（191校）
- 北海道立中等教育学校（1校[1]）
- 北海道立特別支援学校(67校)
- 北海道立図書館
- 北海道立近代美術館
- 北海道立三岸好太郎美術館
- 北海道立旭川美術館
- 北海道立函館美術館
- 北海道立帯広美術館
- 北海道立文学館
- 北海道立釧路芸術館
- 北海道立北方民族博物館
- 北海道立埋蔵文化財センター

- 北海道立青少年体験活動支援施設ネイパル砂川
- 北海道立青少年体験活動支援施設ネイパル深川
- 北海道立青少年体験活動支援施設ネイパル森
- 北海道立青少年体験活動支援施設ネイパル北見
- 北海道立青少年体験活動支援施設ネイパル足寄
- 北海道立青少年体験活動支援施設ネイパル厚岸
- 北海道立生涯学習推進センター
- 北海道立教育研究所
  - 附属情報処理教育センター
  - 附属理科教育センター
- 北海道立特別支援教育センター

## 地域連携校・地域連携協力校について
地域連携校は小規模の道立高等学校に対して北海道教育委員会が行なっている制度で、北海道高等学校遠隔授業配信センター（愛称：T-base）からの遠隔授業の配信を行っている。また、地域連携校協力校や他の連携校と連携し、交流機会の確保を図っている。
2023年現在の連携校（カッコ内は協力校）
北海道夕張高等学校（北海道岩見沢東高等学校）
北海道月形高等学校（北海道岩見沢東高等学校）
北海道蘭越高等学校（北海道倶知安高等学校）
北海道寿都高等学校（北海道岩内高等学校）
北海道虻田高等学校（北海道伊達開来高等学校）
北海道厚真高等学校（北海道苫小牧東高等学校）
北海道穂別高等学校（北海道苫小牧西高等学校）
北海道平取高等学校（北海道静内高等学校）
北海道福島商業高等学校（北海道函館商業高等学校）
北海道南茅部高等学校（北海道函館中部高等学校）
北海道長万部高等学校（北海道八雲高等学校）
北海道松前高等学校（北海道函館西高等学校）
北海道上ノ国高等学校（北海道江差高等学校）
北海道下川商業高等学校（北海道士別翔雲高等学校）
北海道美深高等学校（北海道名寄高等学校）
北海道苫前商業高等学校（北海道留萌高等学校）
北海道天塩高等学校（北海道留萌高等学校）
北海道豊富高等学校（北海道稚内高等学校）
北海道常呂高等学校（北海道北見北斗高等学校）
北海道津別高等学校（北海道美幌高等学校）
北海道清里高等学校（北海道網走南ヶ丘高等学校）
北海道興部高等学校（北海道紋別高等学校）
北海道雄武高等学校（北海道紋別高等学校）
北海道本別高等学校（北海道帯広柏葉高等学校）
北海道阿寒高等学校（北海道釧路湖陵高等学校）
北海道弟子屈高等学校（北海道釧路江南高等学校）
北海道羅臼高等学校（北海道中標津高等学校）
北海道標津高等学校（北海道中標津高等学校）

## 市町村教育委員会
- 札幌市教育委員会